# ダイアナコンプレックス
ダイアナコンプレックスとは、男性でありたいという女性の抑圧された男根羨望を指す心理学用語である。ラテン語読みでディアナコンプレックスとも言う。
ダイアナは英語、ディアナはラテン語で、ギリシャ語ではアルテミスと言う。アポロンの双子の姉である彼女は、女性の狩猟の神であり、生涯処女を貫いたとされている。そのため、女でありながら男らしくなりたかった心理を持っていると解釈され、「ダイアナコンプレックス」という用語ができた。
なお、これは FtM とは異なる。というのも、これは深層心理の潜在的原因であり、最終的には、女性の男性には負けたくないという感情を表すものとなり、男性となりたいというものを表すものではないからである。裏返しの感情表現というのが適切であろう。
このコンプレックスを持っている場合、結婚したがらなかったりすることがあると言われる。